# Classe Spirit
 (novembre 2023).
Si vous disposez d'ouvrages ou d'articles de référence ou si vous connaissez des sites web de qualité traitant du thème abordé ici, merci de compléter l'article en donnant les références utiles à sa vérifiabilité et en les liant à la section « Notes et références ».
La classe Spirit est une classe  de huit navires de croisière de type Panamax construits par le chantier naval finlandais Kvaerner Masa-Yards à Helsinki pour les six premiers, puis par le chantier naval italien Fincantieri à Venise Marghera pour les deux derniers.  
Ces navires sont construits pour les opérateurs de croisière :
- Carnival Cruise Lines
- Costa Croisières

## Historique
La construction du Costa Luminosa de Costa Croisières en 2009 a introduit un nouveau design  appelé « Vista hybride/Classe Spirit ».
Ce premier navire est considéré comme un concept hybride en prenant le meilleur de la construction de Aker Yards de la classe Spirit équipant Costa Croisières et Carnival Cruise Lines pour l'Atlantique et la Méditerranée, et de la classe Vista équipant la Holland America Line pour l'Amérique.

Le Costa Deliziosa de 2010 bénéficia aussi de cette même ligne.

## Les unités de la classe
- Carnival Cruise Lines : 
  - Carnival Spirit - mis en service en 2001,
  - Carnival Pride - mis en service en 2001,
  - Carnival Legend - mis en service en 2002,
  - Carnival Miracle - mis en service en 2004.
- Costa Croisières :
  - Chantier finlandais STX Finlande (STX Europe ex-Kvaerner, Aker Yards)
    - Costa Atlantica - mis en service en 2000,
    - Costa Mediterranea - mis en service en 2003.

  - Chantier italien (Fincantieri) :
    - Costa Luminosa - mis en service en 2009,
    - Costa Deliziosa - mis en service en 2010.

## Classes similaires
- Classe Vista, de type Panamax des armements Holland America Line, P & O Cruises et Cunard Line.
- Classe Radiance, de type Panamax de l'armement Royal Caribbean Cruise Line.
- Coral Princess et Island Princess de type Panamax de l'armement Princess Cruises.